# Weitzer János Gép-, Waggongyár és Vasöntöde Rt.

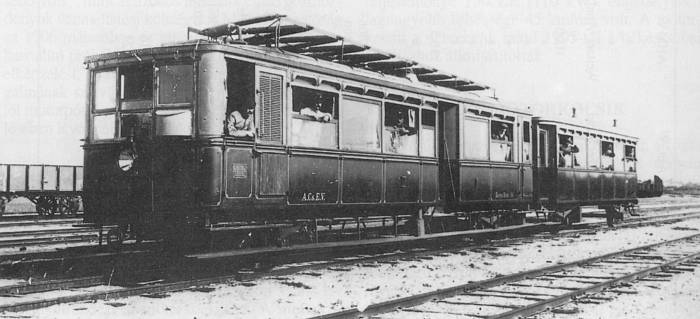
Az ACsEV Boros Béni 14-es pályaszámú motorkocsija egy motormellékkocsival

Az Aradon 1891-ben alapított Weitzer János Gép-, Waggongyár és Vasöntöde Rt.  azon iker- és fiókvállalatok sorába tartozott, melyeket az Osztrák-Magyar Monarchia idején az ipartámogatási törvény eredményeként alapítottak. A gyár megalapításában nagy szerepe volt egy kormányrendeletnek, melynek értelmében csak az ország területén gyártott termékek szerepelhettek a közbeszerzéseken. A gyárat 1891-ben alapították a Grazer Wagon- und Maschinenfabriks A. G. Vormals Joh. Weitzer osztrák vagongyár tőkései 2,4 millió korona részvénytőkével, amit 1900-ig 4,5, majd 6 millióra emeltek. A jól megválogatott igazgatósági tagoknak köszönhetően (Tisza István, valamint Hieronymi Károly mint a MÁV elnöke is jelen volt) a gyár gyorsan fejlődött, a maga 1 737 munkásával a korabeli nagyvállalatok közé tartozott. Az üzem vezetősége is aláírta azt az 1906. július 22-én megkötött kartellalapítási egyezményt, melynek értelmében a vezető öt nagy vagongyártó: a budapesti Ganz, Danubius, Schlick, valamint a győri Magyar Vagon- és Gépgyár Rt. és az aradi Weitzer János Gép-, Waggongyár és Vasöntöde Rt. felosztották egymás közt a magyar vasútikocsi-piacot. Az egyezmény értelmében az aradi gyár 22 százalékkal részesedett a Ganz 36,5 és a győri 23 százaléka után. Ugyanakkor az Aradi és Csanádi Egyesült Vasutak (ACsEV) nevű helyiérdekű vasúttársaság beszerzéseinek az 50 százaléka is Weitzerék üzemét illette.